# 1863 en Bretagne
 Chronologie de la Bretagne
- 1859
- 1860
- 1861
- 1862
- 1863
- 1864
- 1865
- 1866
- 1867

Cette page recense des événements qui se sont produits durant l'année 1863 en Bretagne.

## Événements

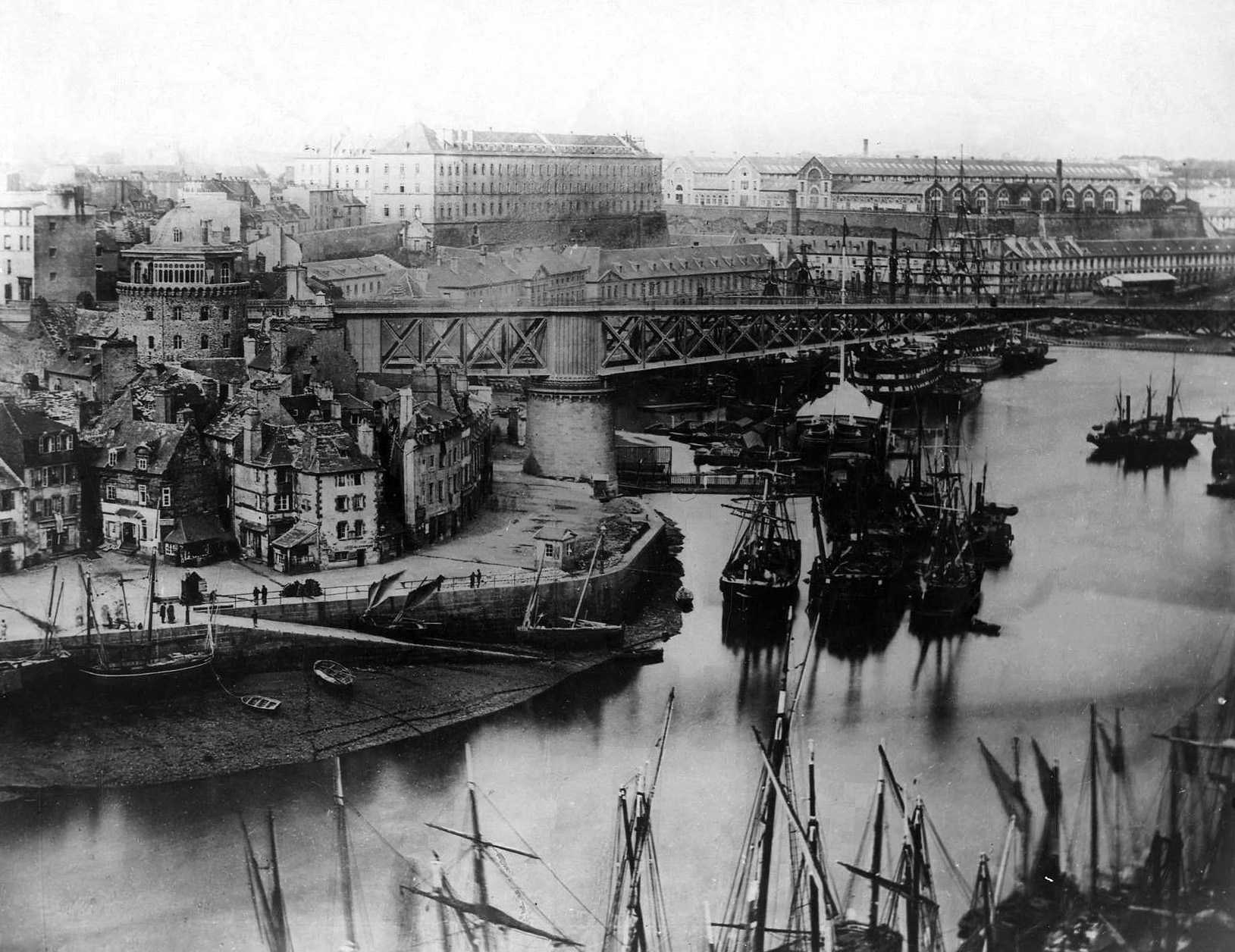
Quai Jean-Bart à Brest en 1863.

- septembre : le chemin de fer atteint Guingamp.
- 7 septembre : arrivée du chemin de fer à Quimper[1]
- 8 septembre : inauguration de la ligne ferroviaire de Lorient à Quimper.

## Constructions
À l'ouverture des lignes ferroviaires, inauguration des gares de : Bannalec • Caulnes • Châtelaudren - Plouagat • Gestel • Guingamp • Lamballe • L'Hermitage - Mordelles • Montauban-de-Bretagne • Quédillac • Quimper • Quimperlé • Rosporden • Saint-Brieuc • Yffiniac
- en Côtes-du-Nord
  - Inauguration du viaduc ferroviaire du Gouédic à Saint-Brieuc.
  - Le 12 avril, inauguration du palais de justice de Saint-Brieuc, œuvre d'Alphonse Guépin[2].

- en Finistère

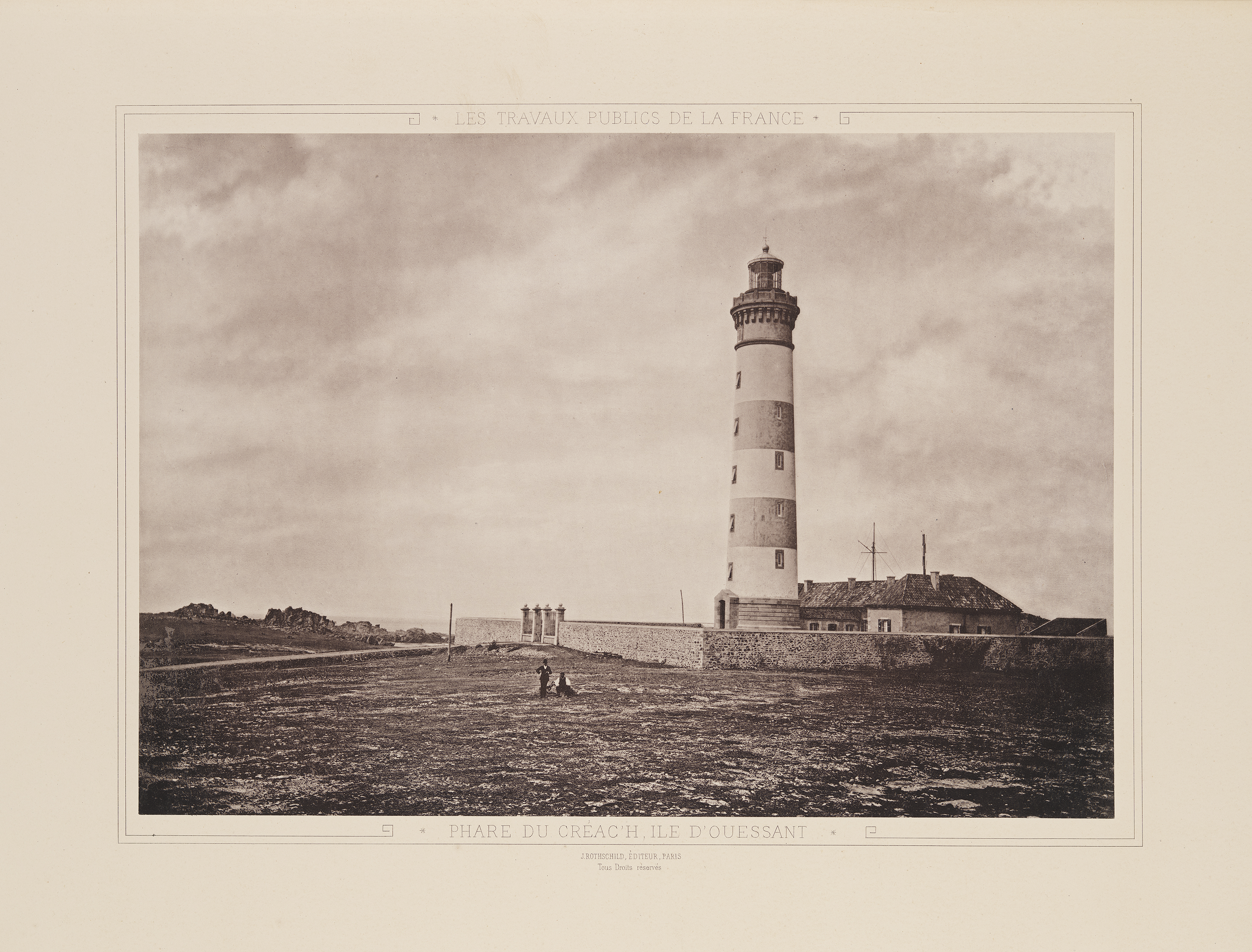
Le phare de Créac'h en 1883.

  - Mise en service du phare de Langoz à Loctudy[3].
  - Le 20 décembre, allumage du premier feu du phare de Créac'h, en Ouessant, œuvre de l'ingénieur Maîtrot de Varennes et des architectes Tritschler et Georges Martin[4].
  - Achèvement de la ferme-modèle du château de Lesquiffiou, en Pleyber-Christ[5].
  - Début de construction de l'église Saint-Pierre de Plouescat[6].
  - Église Saint-Ignace de Plouigneau.

- en Ille-et-Vilaine
  - Le 1er mars, allumage du feu du phare de la Fenêtre à Cancale, d'après les plans de l'ingénieur Bellinger[7].
  - Château du Breuil à Iffendic, œuvre de Jacques Mellet[8].
  - Reconstruction de l'église Saint-Martin du Pertre, œuvre de l'architecte Audrouin[9].
  - Remaniements de l'église Saint-Pierre-et-Saint-Paul de Québriac, d'après les plans d'Aristide Tourneux[10].
  - Mairie de Vergéal.

- en Morbihan

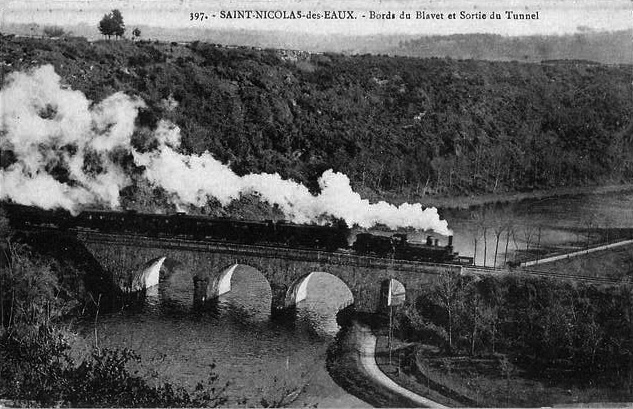
Carte postale du pont de Gueltas, vers 1900.

  - Ponts de Gueltas et Saint-Nicolas, de la ligne d'Auray à Pontivy, enjambant le Blavet entre les communes de Bieuzy et Pluméliau.
  - Au printemps, début des travaux de l'église Saint-Joseph de Napoléonville, d'après les plans de Marcellin Varcollier[11].

## Naissances
- 6 mars : Valentine Beuve-Méry (Auray, 1863 ; Vannes, 1952), écrivain.
- 29 mars : Étienne Destranges (Nantes, 1863 ; Nantes, 1915), musicographe et critique musical.
- 17 mai : Francis Merlant (Nantes, 1863 ; Nantes, 1938), homme politique, député de Loire-Inférieure entre 1924 et 1936.
- 17 juin : Félix Regnault (Rennes, 1863 ; 1938), médecin, anthropologue et préhistorien.
- 24 juin : Henry Gerbault (Châtenay-Malabry, Seine-et-Oise, 1863 ; Roscoff, 1930), peintre, illustrateur, affichiste et dramaturge.
- 14 juillet : Charles Le Goffic (Lannion, 1863 ; Lannion, 1932), poète, romancier et critique littéraire.
- 16 août : Joseph Le Rouzic (Carnac, 1863 ; Carnac, 1941), homme politique, député du Morbihan entre 1910 et 1919.
- 2 septembre : Hyacinthe Lefeuvre-Méaulle (Rennes, 1863 ; Genève, 1958), diplomate.
- 29 octobre : Georges Dottin (Liancourt, Oise ; Rennes, 1928), linguiste et professeur à l'université de Rennes.
- 31 octobre : Léon Barbé (Dinan, 1863 ; Paris, 1934), homme politique.

## Décès
- 4 janvier : Adolphe Guillaumat (Bourgneuf, Charente-Inférieure, 1863 ; Nantes, 1940), général.
- 12 janvier : François Félix Monjaret de Kerjégu (Moncontour, 1781 ; Saint-Brieuc, 1863), homme politique, député des Côtes-du-Nord de 1824 à 1830.
- 16 février : Charles Marie Philippe de Kerhallet (Rennes, 1809 ; Paris, 1863), lieutenant de vaisseau ayant signé le traité soumettant le Grand-Bassam au protectorat de la France en 1842.
- 6 mars : Édouard Lorois (Nantes, 1792 ; Arzal, 1863), haut fonctionnaire, préfet du Morbihan de 1830 à 1848.
- 17 mars : Pierre Ambroise Plougoulm (Rouen, 1796 ; Paris, 1863), homme politique, député du Morbihan de 1846 à 1848.
- 4 mai : Nicolas de Nompère de Champagny (Cayenne, Guyane, 1789 ; pleumeur-Bodou, 1863), militaire et homme politique.
- 29 mai : Aimable Constant Jéhenne (Saint-Malo-de-la-Lande, Manche, 1799 ; Brest, 1863), contre-amiral, préfet maritime de Lorient.
- 7 juin : Philippe-François Le Denmat de Kervern (Morlaix, 1779 ; Morlaix, 1863), homme politique, député du Finistère.
- 15 juin : Pierre-Michel-François Chevalier (Paimbœuf, 1812 ; Paris, 1863), historien, rédacteur en chef du Figaro et directeur du Musée des familles.
- 13 octobre : Adolphe Billault (Vannes, 1805 ; Basse-Goulaine, 1863), homme politique, plusieurs fois ministre entre 1854 et 1863.
- 24 octobre : François Marie Briant de Laubrière (Quimperlé, 1781 ; Hennebont, 1863), homme politique, député du Finistère de 1827 à 1830.
- 29 octobre : Alphonse Bedeau (Vertou, 1804 ; Nantes, 1863), général.